# 85389 Розенауер
85389 Розенауер (85389 Rosenauer) — астероїд головного поясу, відкритий 22 серпня 1996 року.
Тіссеранів параметр щодо Юпітера — 3,373.